# Tirà cellagroc
El tirà cellagroc (Satrapa icterophrys) és un ocell de la família dels tirànids (Tyrannidae) i única espècie del gènere Satrapa.

## Hàbitat i distribució
Boscos i terres de conreu de l'estrem sud-est del Perú, Bolívia, el Paraguai. Est i sud del Brasil, Uruguai i nord de l'Argentina.